# Eisengasse (Freistadt)

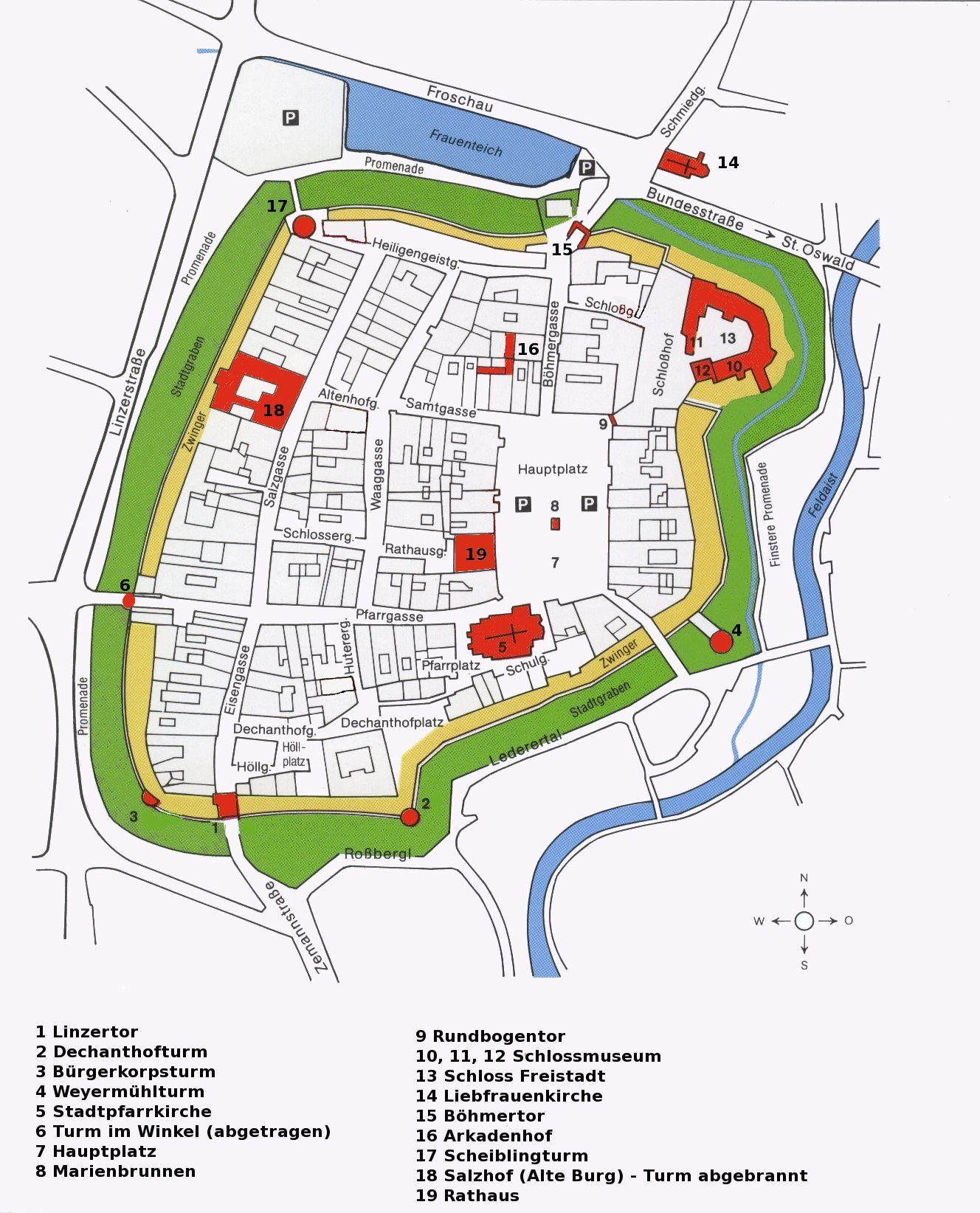
Die Altstadt mit dem Verlauf der Eisengasse

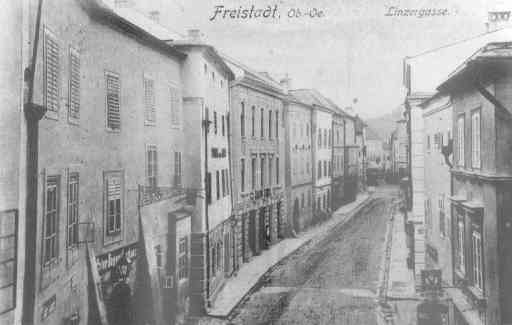
Die Eisengasse um 1900 mit Blick vom Linzertor stadteinwärts

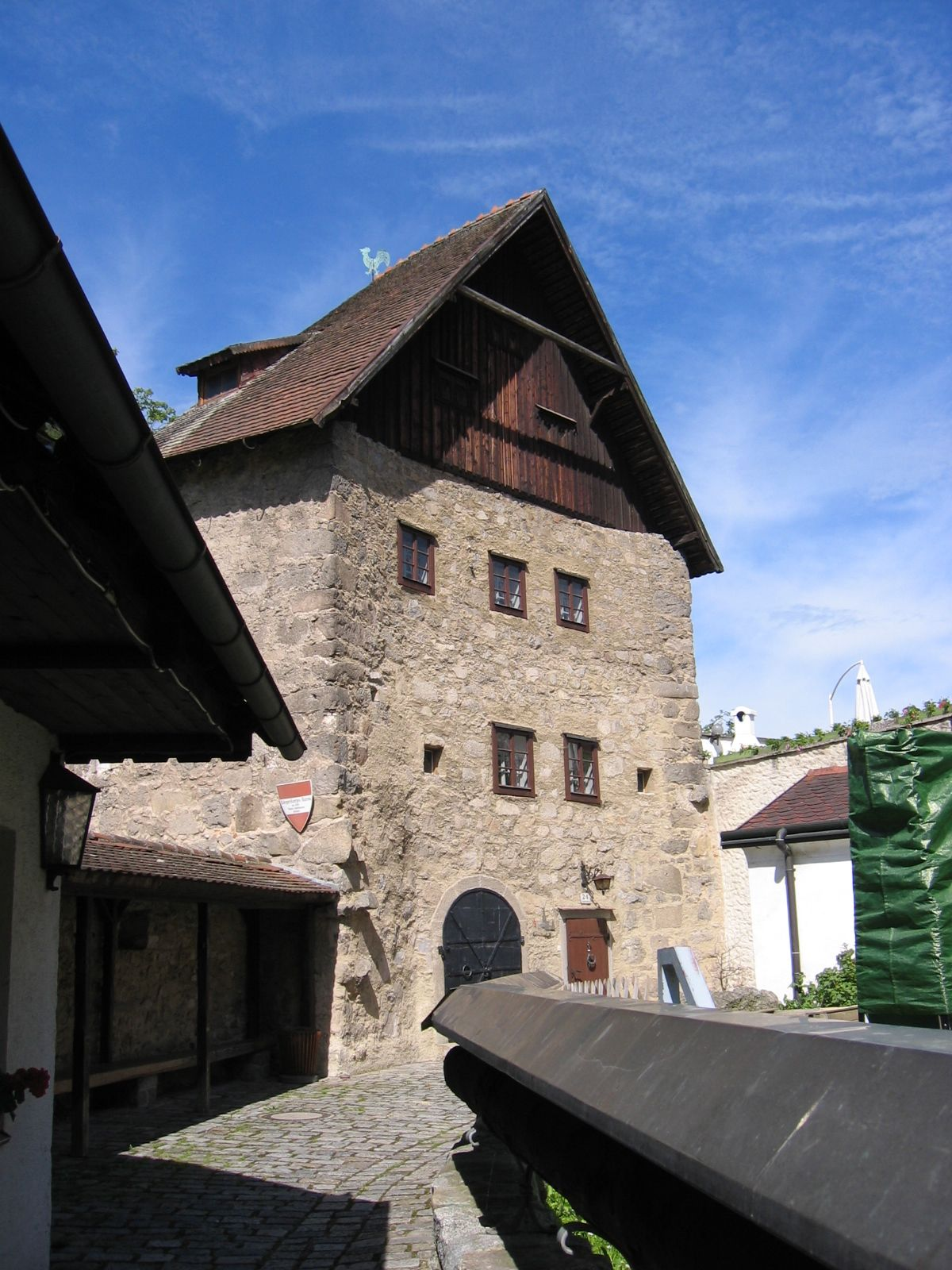
Bürgerkorpsturm

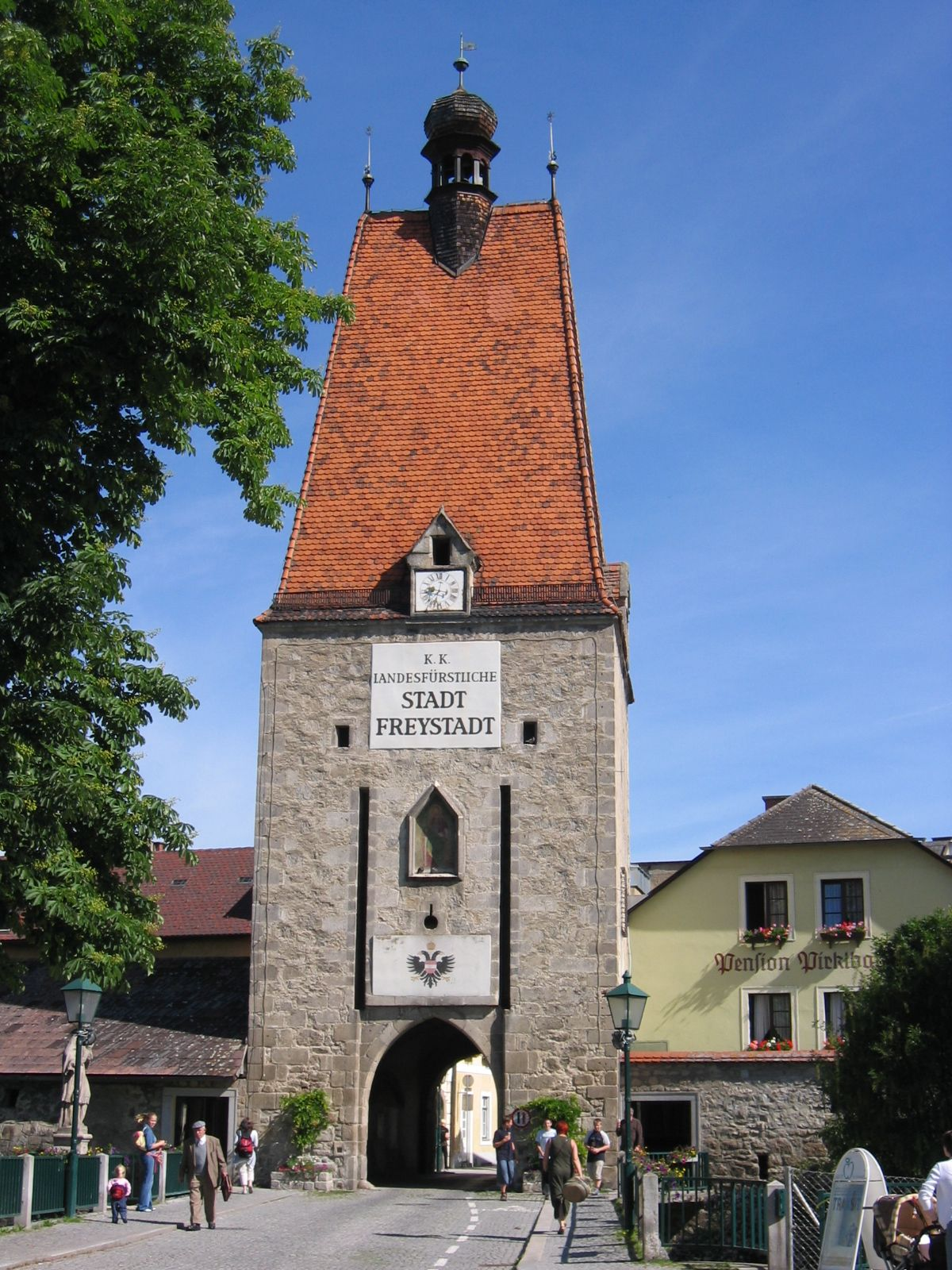
Linzertor

Die Eisengasse ist eine rund 170 Meter lange Straße in Freistadt im oberösterreichischen Mühlviertel. Die Gasse wurde bereits bei der Stadtgründung im 13. Jahrhundert angelegt und liegt zum größten Teil innerhalb der Stadtmauern der Altstadt. Die Straße wird vom Linzertor dominiert. Bereits vor der Stadtgründung führte hier der alte Handelsweg Goldener Steig entlang, man geht davon aus, dass die Eisengasse den alten Verlauf widerspiegelt.
Im Mittelalter war der Name der Straße Linzergasse und sie reichte bis zum Hauptplatz. Mit der Schaffung der Pfarrgasse im Jahr 1815 wurde der heutige Verlauf der Gasse festgelegt. Entlang der heutigen Eisenstraße stehen nur 20 Häuser, die meisten davon sind denkmalgeschützt. Bei den beiden großen Stadtbränden 1507 und 1516 wurden alle Häuser der Stadt vernichtet, so auch in der Eisengasse. Auf Grund der Stadtbrände sind viele alte Dokumente aus der Erbauungszeit der Häuser verloren gegangen.
Seit rund sieben Jahren werden Pläne zur Umwandlung der Eisengasse und des angrenzenden Höllplatzes in eine Fußgängerzone im Gemeinderat diskutiert. Bislang wurde keine Mehrheit für die Einrichtung erzielt. Die betroffenen Gewerbetreibenden der Eisengasse sind gegen dieses Projekt.

## Denkmalgeschützte Bauten
Sortiert nach heutigen Hausnummern mit Angabe der ehemaligen Adresse im Mittelalter in Klammer. Diese Gebäude wurden bis 2004 in die Denkmalliste Österreichs aufgenommen.
Eckhaus Eisengasse 1/Pfarrgasse 21 (Bürgerhaus, früher Stadt Nr. 39)
Ein spätgotisches Bürgerhaus mit Erker aus dem ersten Viertel des 16. Jahrhunderts. Die Fassade wurde barockisiert. Teile des Gebäudes wurden erneuert und seit 1995 steht das Haus unter Denkmalschutz.
Eckhaus Eisengasse 2/Pfarrgasse 23 (Bürgerhaus, früher Stadt Nr. 66)
Das historisch gut erhaltenes Bürgerhaus aus dem 16. oder 17. Jahrhundert steht seit 1986 unter Denkmalschutz. Der Hausstock ist bereits älter und wurde erstmals urkundlich im Jahr 1425 erwähnt. Das Haus wurde Mitte des 18. Jahrhunderts aufgestockt und die Fassade barockisiert. Das Erdgeschoß und das erste Obergeschoß sind mit Gewölben ausgestattet.
Eisengasse 4 (Bürgerhaus, früher Stadt Nr. 65)
Ein spätgotisches Bürgerhaus, das urkundlich 1507 erwähnt wurde und seit 1940 unter Denkmalschutz steht. Die Fassade zeigt einen Breiterker auf Konsolen mit reichem Blendmaßwerkfries. Im Inneren wurden Teile umgebaut, es gibt eine spätgotische Treppe.
Eisengasse 5 (Bürgerhaus, früher Stadt Nr. 41)
Ein spätmittelalterliches Bürgerhaus mit einer klassizistischen Fassade aus dem Ende des 18. Jahrhunderts. Im Erdgeschoß gibt es zwei Räume mit Tonnengewölbe. Das Haus steht seit 1971 unter Denkmalschutz.
Eisengasse 6 (Bürgerhaus, früher Stadt Nr. 64)
Ein Bürgerhaus aus dem 15. und 16. Jahrhundert, das urkundlich 1541 zum ersten Mal erwähnt wurde und seit 1941 unter Denkmalschutz steht. Es wurde im späten 18. Jahrhundert umgebaut und erhielt um 1800 eine klassizistische Fassade. Im Innenbereich haben die Räume Tonnengewölbe; ein spätgotisches Schulterbogenportal um 1500 gibt es ebenfalls. In der Stube besteht eine florale Stuckdecke aus der Zeit um 1800. Im Hinterhaus gibt es ein Stichkappentonnengewölbe aus dem 17. Jahrhundert und ein Kappengewölbe aus dem 19. Jahrhundert.
Eisengasse 7 (Bürgerhaus, früher Stadt Nr. 42)
Ein spätgotisches Bürgerhaus vom Anfang des 16. Jahrhunderts mit historischer Fassade vom Ende des 19. Jahrhunderts, das seit 1940 unter Denkmalschutz steht. Erstmals urkundlich erwähnt wurde das Gebäude 1428. Im Innenbereich findet sich eine reiche Ausstattung mit Gewölben aus dem 16. und 17. Jahrhundert und spätgotischen Portalen. Hofseitig existiert ein Arkadengang aus der Mitte des 16. Jahrhunderts.
Eisengasse 8 (Bürgerhaus, früher Stadt Nr. 63)
Ein Bürgerhaus das erstmals 1570 urkundlich erwähnt wurde und seit 1995 unter Denkmalschutz steht. Das Haus besteht aus spätgotischen Teilen mit einer frühsezessionistischer Fassade von 1906. Die Durchfahrt, ein gefasstes Rundbogenportal von Beginn des 16. Jahrhunderts, mit Stichkappentonnengewölbe im Inneren. Das Hinterhaus hat ein Kreuzgratgewölbe vom Beginn des 17. Jahrhunderts und ein Platzlgewölbe vom Ende des 18. Jahrhunderts.
Eckhaus Eisengasse 9/Dechanthofgasse 1 (Bürgerhaus, früher Stadt Nr. 43)
Ein urkundlich erstmals um 1441 erwähntes Gebäude, das seit 1995 unter Denkmalschutz steht. Es hat eine einfache Fassadengliederung aus der Zeit um 1900. Im Inneren besitzt der Flur einen Tonnengewölbe und es existiert ein Raum mit einem Kreuzgratgewölbe aus der zweiten Hälfte des 19. Jahrhunderts.
Eisengasse 10 (Bürgerhaus, früher Stadt Nr. 62)
Ein urkundlich erstmals 1483 erwähntes Gebäude mit einem reich profilierten Spitzbogentor um 1500. Das Haus ist größtenteils erneuert, dennoch zeigt es eine barocke Fassade aus dem zweiten Drittel des 18. Jahrhunderts. Der Stadtgrabenseitige Bau stammt aus dem ersten Viertel des 20. Jahrhunderts und wurde 1958 aufgestockt. Seit 1940 steht das Gebäude unter Denkmalschutz.
Eckhaus Eisengasse 11/Dechanthofgasse 2/Höllgasse 3 (Bürgerhaus, früher Stadt Nr. 44)
Ein Gebäude mit dem Baukern aus dem 17. Jahrhundert, das in der zweiten Hälfte des 19. Jahrhunderts umgestaltet wurde. Außen zeigt sich ein steinernes Rundbogenportal mit abgefassten Gewänden. Im Inneren sind Traversengewölbe und Stichkappengewölbe zu finden. Ebenso besteht eine gewendelte Steintreppe mit gusseisernem Geländer aus der Zeit um 1900. Seit 1966 steht das Haus unter Denkmalschutz.
Eisengasse 14 (Bürgerhaus, früher Stadt Nr. 60)
Ein urkundlich erstmals erwähntes Gebäude aus dem Jahr 1431 mit einem Renaissanceportal aus 1596. Im Hof und im Keller existieren spätgotische Portale von Anfang des 16. Jahrhunderts. An der Hausrückseite steht ein gefasster Pfeiler von 1500, in der Stube befindet sich eine Holzdecke aus dem 16. Jahrhundert. Seit 1940 steht das Gebäude unter Denkmalschutz
Eisengasse 16 (Bürgerhaus, früher Stadt Nr. 59)
Ein weitgehend historisch erhaltener Bau, der urkundlich 1512 erstmals erwähnt wurde und seit 1989 unter Denkmalschutz steht. Das Gebäude war früher eine Brauerei und bis ins 21. Jahrhundert ein Gasthaus (Gasthaus Tröls). Die Fassade stammt vom Ende des 19. Jahrhunderts mit spätgotischen Fenstern. Die Hofdurchfahrt wird durch ein Tonnengewölbe gekennzeichnet. Im Inneren besteht ein Raum mit Kreuzgratgewölbe aus dem 16. Jahrhundert.
Eisengasse 18 (Bürgerhaus, früher Stadt Nr. 58)
Das Gebäude ist ein spätgotisches Bürgerhaus, das erstmals 1547 erwähnt wurde. Das Haus hat spätgotische Portale und im Hof einen Arkadengang aus der zweiten Hälfte des 16. Jahrhunderts. Der Flur im Obergeschoß hat ein Stichkappentonnengewölbe, ebenfalls aus der zweiten Hälfte des 16. Jahrhunderts.
Eisengasse 20 (Bürgerhaus, früher Stadt Nr. 57)
Ein spätgotisches Bürgerhaus, das erstmals 1547 erwähnt wurde und seither teilweise erneuter wurde. Die Umbauten fanden vor allem im 18. Jahrhundert statt. Die Fassade hat gefasste Rechteckfenster aus dem zweiten Drittel des 16. Jahrhunderts. Seit 1955 steht das Gebäude unter Denkmalschutz.
Eisengasse 22 (Linzertor, früher Stadt Nr. 56)
Das Linzertor ist eines der Wahrzeichen der Stadt und mit 28 Meters Höhe das dritthöchste Gebäude der Stadt. Das heutige Aussehen wurde 1483/85 von Mathes Klayndl gestaltet. Die Steinbrücke existiert seit dem 18. Jahrhundert. Ein steiles Keildach, bekrönt mit Laterne und Glockenhelm, stammt aus der Mitte des 17. Jahrhunderts.
Eisengasse 24 (Bürgerkorpsturm oder Schmidingerturm, früher Stadt Nr. 55)
Ein wuchtiger Halbkreisturm, der Teil der Stadtbefestigung ist. Unter Denkmalschutz seit 1941.

## Denkmalwürdige Bauten
Diese Gebäude standen bis 2004 noch nicht unter Denkmalschutz, erfüllen jedoch die Bedingungen (Alter, Erhaltungswert) zur unter Schutz Stellung.
Eisengasse 3 (Bürgerhaus, früher Stadt Nr. 40)
Ein zweigeschoßiges Bürgerhaus, das urkundlich erstmals 1556 erwähnt wurde. Im Inneren sind Teile der historischen Ausstattung erhalten und ebenso findet sich ein einjochiges Kreuzgratgewölbe. Im Keller ist ein gefasstes Spitzbogenportal aus der Zeit um 1500 eingebaut. In der Stube steht ein Rüstbaum mit der Jahreszahl 1733.
Eisengasse 12 (Bürgerhaus, früher Stadt Nr. 61)
Eine ehemalige Brauerei, die heute ein größtenteils erneuertes Bürgerhaus ist. Erstmals erwähnt wurde das Gebäude um 1525. In der Durchfahrt zeigen sich preußische Kappen mit Jugendstilmalereien vom Beginn des 20. Jahrhunderts. Im Inneren befinden sich zwei Säulen des ehemaligen Arkadengangs aus der Zeit um 1600.
Eisengasse 13/Höllgasse 1 (Bürgerhaus, früher Stadt Nr. 45)
Ein dreigeschoßiges Bürgerhaus, das urkundlich erstmals 1524 erwähnt wurde. Das Gebäude wurde Ende des 19. Jahrhunderts umgebaut und aufgestockt. Die Fassade ist historisch.